# Huso persicus
El esturión persa (Huso persicus) es una especie de pez del género Acipenser, familia Acipenseridae. Fue descrita científicamente por Borodin en 1897.
Se distribuye por Eurasia: cuenca del Caspio, más abundante en la parte sur. También a lo largo del este del mar Negro. La longitud total (TL) es de 255 centímetros con un peso máximo de 70 kilogramos. Habita en zonas costeras y estuarinas en el mar.
Está clasificada como una especie marina inofensiva para el ser humano.